# Intsoba
Intsoba (georgiska: ინწობა) är ett vattendrag i Georgien. Det ligger i den östra delen av landet, 70 km öster om huvudstaden Tbilisi.